# آرگ قوکاسیان
آرگ آرشاویری قوکاسیان (ارمنی: Արեգ Արշավիրի Ղուկասյան؛ زادهٔ ۲۷ ژانویهٔ ۱۹۵۶) یک سیاستمدار اهل ارمنستان است که از تاریخ ۲۰۰۳ تا تاریخ ۲۰۱۲ سمت نمایندگی دوره‌های سوم و چهارم مجلس ملی جمهوری ارمنستان را برعهده داشت.

## زندگی‌نامه
در ۲۷ ژانویه ۱۹۵۶ در استپاناکرت، استان خودمختار قره‌باغ کوهستانی به دنیا آمد .